# Zonosaurus boettgeri
Zonosaurus boettgeri Steindachner, 1891 è un sauro scincomorfo della famiglia Gerrhosauridae, endemico del Madagascar.

## Descrizione
È un sauro di taglia medio-grande, che può raggiungere lunghezze di circa 50 cm.

## Biologia
È una specie ovipara.

## Distribuzione e habitat
La specie è diffusa nel Madagascar nord-occidentale.

## Conservazione
La IUCN Red List classifica Zonosaurus boettgeri come specie vulnerabile.